# Catherine Mittermayer
Catherine Mittermayer (* 11. Juni 1975 in Bern) ist eine Schweizer Altorientalistin.

## Leben
Von 1995 bis 2002 studierte sie altorientalische Sprachen, vorderasiatische Archäologie und klassische Archäologie in Bern. Nach der Promotion im März 2008 im Fach Altorientalische Sprachen an der Universität Bern (Dissertation: «Enmerkara und der Herr von Arata. Ein ungleicher Wettstreit») und der Habilitation in Tübingen 2014 lehrt sie seit 2015 als Professorin an der Universität Genf.

## Schriften (Auswahl)
- Die Entwicklung der Tierkopfzeichen. Eine Studie zur syro-mesopotamischen Keilschriftpaläographie des 3. und frühen 2. Jahrtausends v. Chr. Münster 2005, ISBN 3-934628-59-1.
- Altbabylonische Zeichenliste der sumerisch-literarischen Texte. Göttingen 2006, ISBN 3-525-53016-1.
- Enmerkara und der Herr von Arata. Ein ungleicher Wettstreit. Göttingen 2009, ISBN 978-3-7278-1652-9.
- als Herausgeberin mit Sabine Ecklin: Altorientalische Studien zu Ehren von Pascal Attinger. mu-ni u4 ul-li2-a-aš ĝa2-ĝa2-de3. Göttingen 2012, ISBN 3-525-54379-4.